# Spermacoce flagelliformis
Spermacoce flagelliformis är en måreväxtart som beskrevs av Jean Louis Marie Poiret. Spermacoce flagelliformis ingår i släktet Spermacoce och familjen måreväxter. Inga underarter finns listade i Catalogue of Life.